# HSPA+
HSPA+ (англ. High Speed Packet data Access, «высокоскоростной пакетный доступ»), или HSPA Evolution, или Evolved HSPA — стандарт мобильной связи (3G).
HSPA+ является эволюцией стандарта HSPA, впервые был описан в 7 версии спецификаций консорциума 3GPP. В него добавлены более сложные модуляции 16QAM (uplink/downlink) и 64QAM (downlink), также добавлена технология MIMO (мультивход/мультивыход), которая может использоваться только для скачивания (downlink).
Изначально MIMO нельзя было одновременно использовать в сочетании с 64QAM, что ограничивало максимально возможную скорость скачивания до 21 Мбит/с. Это стало возможно согласно 8 версии спецификаций 3GPP, и позволяет достигать скорости скачивания до 42 Мбит/с и отдачи до 11 Мбит/с.